# Cumidava
Cumidava fue un asentamiento dacio y más tarde un castrum romano situado al oeste de Râșnov, en el límite con la comuna de Vulcan y el río Bârsa, en el distrito de Brașov (Transilvania) de Rumanía.
Es un monument istoric de Rumania, con el código LMI BV-I-m-A-11284.02.

## Etimología

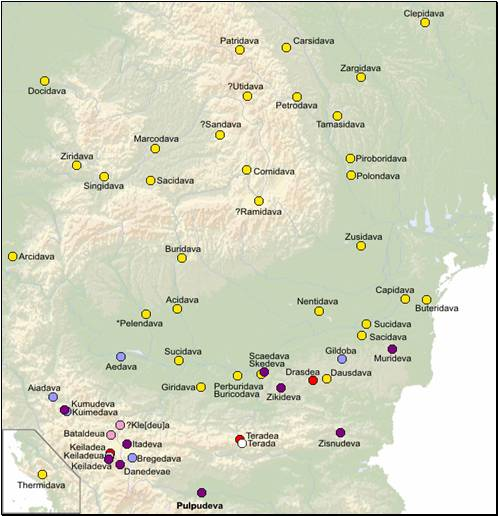
Extensión del elemento dacio dava en los nombres de localidades.

Tras la conquista romana de Dacia, la forma dacia Comidava fue modificada por los escritores latinos a Cumidava, un hecho común en las inscripciones del latín tardío.
El término es un compuesto de las palabras dacias dava -"ciudad"-, y comi, que según los investigadores podría significar "amor, deseo" -del iranio antiguo kamya- o "hermoso".
Otra ciudad con el mismo nombre, Comidava/Cumidava se situaba en la zona de Remesiana.

## Historia

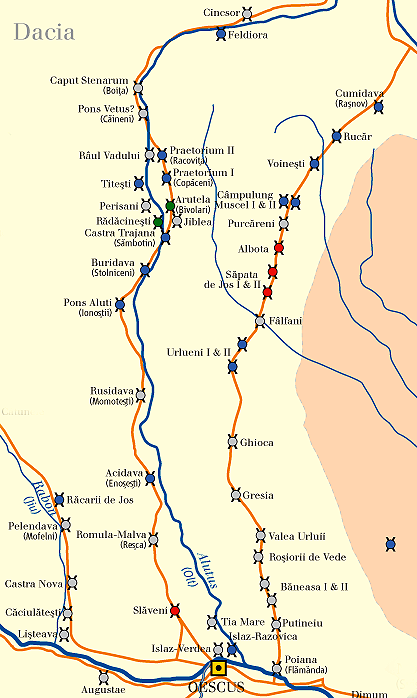
Fuertes del Limes Transaltanus (el de más a la derecha).

Las primeras referencias a la localidad las encontramos en la Geografía de Ptolomeo, en la forma Komidava (griego antiguo: Κομίδαυα). Los primeros vestigios de asentamientos en la colina de la ciudadela de Râșnov se remontan al Neolítico. A continuación, una nueva fase de asentamiento se remonta a la Edad del Bronce Temprana (cultura Glina-Schneckenberg), identificando los arqueólogos un asentamiento defendido por murallas de tierra, empalizadas y fosos en la zona este.
La investigación arqueológica del yacimiento fue iniciada en 1856 por Johann Michael Ackner, que lo identificó y marcó, y continuada en 1939 por Mihali Macrea, de manera más sistemática. Macrea atestiguó la presencia de cerámica dacia en las excavaciones del campamento romano, demostrando que el asentamiento romano ocupó uno previo dacio. Una tercera campaña de excavaciones fue llevada a cabo entre 1969 y 1970 por Constantin Daicoviciu Excavaciones más recientes han sido llevadas a cabo desde 2010.
Una inscripción en piedra dedicada a Julia Avita Mamaea, madre del emperador Alejandro Severo datada entre el 222 y 235 d. C., permite la localización del asentamiento dacio en el área de la actual Râșnov. La inscripción, hallada en los trabajos de 1939 y de la que se conservan dos fragmentos en el Museo de Historia de Brașov, dice lo siguiente:

Iuliae Mameae augustae matri Domini nostri sanctissimi Imperatoris Caesaris Severi Alexandri augusti et castrorum senatusque cohors Vindelicorum Piae fidelis Cumidavensis Alexandrianae ex quaestura sua dedicante la sdio Dominatio legato augusti III Daciarum.

Tras la conquista romana de Dacia, Septimio Severo (emperador de 193 a 211) para ampliar su frontera construyó una serie de catorce fuertes a entre 10 y 14 km al este del río Olt, cubriendo una distancia de 225 km, el Limes Transalutanus, desde Flămânda en el Danubio a Cumidava en el norte. Se hallaba conectada por una calzada militar con Angustia (actual Breţcu), el campamento romano más oriental en Dacia. El castrum, situado justo al norte del estratégico paso de Bran, podía albergar una cohorte milliaria o quingenaria equitata. 

Plano del fuerte, que muestra la disposición oblicua de puertas y calles.

Se han hallado varios fuertes superpuestos en diferentes fases. El más antiguo, de madera y tierra, data de la época de Trajano y medía 110x114 m, rodeado por un terraplén de 10 m de ancho y 2 m de alto, con una zanja defensiva e 2 m de profundidad en sus lados NO y SO La segunda fase de construcción corresponde a un fuerte de piedra, en opus incertum, de 118 × 124 m con la porta praetoria en el flanco NE y muros de 1.5-1.7 m de grosor. En los costados NE y SE el muro fue dispuesto en la zanja de la fase anterior, rellenada con los escombros de la construcción de madera y tierra. En esos lados de la fortaleza se excavaron tres zanjas de 5×1.75 m, 5.50×1.25 m y 1.65×0.80 m, mientras que en el lado SO se excavaron dos (3×1.25 m, 2.80×1 m), y una sola en el NO. Esta segunda fase está fechada en la última parte del reinado de Adriano o el inicio del de Antonino Pío.
En 2016, nuevas excavaciones revelaron la existencia de un fuerte más pequeño a unos 40 m al este del fuerte largo, con unas dimensiones aproximadas 73×50 m, parcialmente sobre el fuerte de piedra. Aproximadamente a unos 78 m al NE de este fuerte se haa encontrado un edificio de dos habitaciones con ábside semicircular orientado al NO.

### Guarnición
Fue ocupada únicamente por dos cohortes Vindelicorum Cumidavensis (cohors IV y V Nova) que tomaron el nombre Cumidava como atestigua la inscripción hallada en el fuerte. Su principal misión era la defensa de los ataques de los carpos y otras hordas bárbaras y el control de los pasos de Bran y Oituz.
La IV Vindelicorum, una cohorte peditata quingenaria fue trasladada de Arzbach a Râșnov en algún momento a comienzos del siglo III, y replicó en Cumidava su antiguo fuerte en Germania, a juzgar por la disposición de los edificios en el interior. A destacar, el edificio del pretorio tiene una relación largo-ancho opuesta a la del fuerte, con un estrecho patio en ambos.

## BIbliografía
- Mihail Macrea, Cumidava, Anuarul Institutului de Studii Clasice, 4, 1941 – 1943 (1944), p. 234 – 261.
- Nicolae Gudea, I. Pop, Castrul roman de la Râșnov -Cumidava. Contribuții la cercetarea limesului de sud-est al Daciei romane. Brașov: 1971.
- Sorin Olteanu, Linguae Thraco-Daco-Moesorum - Toponyms Section.
- Florian Matei-Popescu, Ovidiu Ţentea, The Eastern Frontier of Dacia. A Gazetteer of the Forts and Units. En: Vitalie Bârcă, Orbis Romanus and Barbaricum. The Barbarians around the Province of Dacia and Their Relations with the Roman Empire. Cluj-Napoca: Mega Publishing House, 2016. ISBN 978-606-543-755-5, pp. 7–24.
- Felix Marcu, The Internal Planning of Roman Forts of Dacia. Bibliotheca Mvsei Napocensis XXX. Cluj-Napoca: Mega Publishing House, 2009. ISBN 978-606-543-058-7, pp. 218–224.
- Ovidiu Ţentea, Britta Burkhardt, Baths on the Frontiers of Roman Dacia / Băile de pe frontierele Daciei romane. Bucarest: 2017, p. 35.